# جورج ووتن
جورج ووتن (انگلیسی: George Wootten; ۱ مهٔ ۱۸۹۳ – ۳۱ مارس ۱۹۷۰) فرمانده نظامی اهل استرالیا بود. وی برندهٔ جوایزی همچون نشان امپراتوری بریتانیا و نشان حمام شده‌است.